# Gubacsi híd
A Gubacsi híd a Csepel-sziget egyik budapesti átkelője a Ráckevei-Dunán át, Budapest XXI. kerülete és XX. kerülete között.

## Története
A ráckevei (soroksári) Duna-ágat a folyamszabályozás során, 1872-ben árvízvédelmi célból töltéssel zárták el. A töltés a főváros jelenlegi XX. és XXI. kerülete – Pesterzsébet és Csepel – között, megközelítőleg a jelenlegi híd helyén létesült és azon át bonyolódott az akkor még gyér forgalom. Ez volt az ún. Gubacsi gát, amely nevét Erzsébetfalva (később Pesterzsébet) községhez tartozó Gubacsidűlőről kapta, ahol a gát épült. 1912-ben megépült a ráckevei HÉV csepeli szárnyvonala, a Pesterzsébet–Csepel HÉV, ami a Pesterzsébet felső állomás után ágazott ki a fővonalból. Amikor a Soroksári Duna-ágat az 1920-as évek folyamán hajózhatóvá tették, a Duna-ág felső és alsó torkolatánál 1910 és 1928 között két hajózsilip (Kvassay-Tassi) épült és a Gubacsi zárógátat elbontották. A Gubacsi híd tulajdonképpen abból a célból létesült, hogy Duna ág fölött áthaladjon az a forgalom, amely annak előtte az azt elrekesztő gáton haladt.
A pillérek alapozását 1919–1922 között Zsigmondy Béla, a vasszerkezetet 1923–1924-ben a Magyar Királyi Állami Vasgyárak építette meg a Weiss Manfréd Acél- és Fémművektől északra az akkoriban épült Szabadkikötőbe is vezető vontatóvágány, a HÉV-vonal és a közúti forgalom számára. Két darab hatnyílású rácsos acélhidat építettek. Az északin az acélgyári és kikötői vasút (Soroksári út–Csepel vontatóvágány) és a HÉV osztozott, míg a délin a közúti forgalom kapott helyet irányonként egy-egy sávval.
A második világháborúban Budapest ostroma idején a német alakulatok felrobbantották. 1947-ben építették újjá.
Az újjáépítés során a két híd között egy befüggesztett részen még egy vágányt alakítottak ki a HÉV számára, hogy irányként külön vágányon haladhassanak a szerelvények. A sziget csúcsán 1927-ben megépült Kvassay híd nyugati oldalán 1951-ben átadott gyorsvasút, a mai H7-es HÉV megépülte után a viszonylat meglepően keveset veszített jelentőségéből. Bár rajta keresztül a belvárosból Csepelre ugyan hosszabb volt a menetidő, továbbra sem csak Pesterzsébetig utaztak rajta. 1959-ben hurokvégállomást létesítettek a Határ út és a Gubacsi út sarkán (Határ út HÉV-állomás), ekkor a csepeli szárnyvonalon közlekedő H járatok pesterzsébeti végállomását ide helyezték át. A Gubacsi híd 1978-as felújításakor a HÉV járatot megszüntették, szerepét főként az akkori 148-as, illetve részben a Csepel–Pesterzsébet útirányon át közlekedő, sűrű követésű autóbuszjáratok vették át. A HÉV-vágányai helyén 1984-ben közúti sávokat alakítottak ki. A híd azonban nem sokáig bírta el az irányonként két sáv közúti és az egy vágány iparvasúti forgalom okozta terhelést. A legutóbbi, 1997-es felújításkor újra a déli oldalra került az irányonként egy sávra szűkült erős közúti forgalom. A középre befüggesztett pályát elbontották. Azóta az északi oldalon a csepeli iparvidékre vezető vontatóvágány és egy kerékpárút halad. Mióta megépült végig a Kossuth Lajos utca–Pesterzsébet kerékpárút és így csatlakozik a már megépített erzsébeti hálózathoz, azóta a biciklisek a HÉV-sínek helyén lévő kerékpárutat használják.
2017 márciusában nyilvánosságra hozták, hogy a kormány a vasúti híd felújítását tervezi bruttó 9,995 milliárd forint (6,6 milliárd európai, 3,2 milliárd hazai finanszírozás) értékben. Ez ügyben semmi nem történt a következő években, a kormányzat még 2024-ben is csak ígéretekkel tudott előállni a híd felújítása kapcsán.
2020-ban a vontatóvágány felújításakor a hídon átvezető szakasz felépítményének megerősítéseként a talpfák közepére U alakú idomacélszerkezettel összeforgatott sínszálakat rögzítettek, majd 5 km/h-s sebesség- és 18-20 tonnás súlykorlátozást rendeltek el.
A híd 2025 februárjára olyan rossz műszaki állapotba került, hogy traffipaxot is kihelyeztek az 5 km/h-s sebességkorlátozás betartására a vonatvezetők számára. Ugyanezen év július elején a jelentősen korrodált híd déli járdájának egy része beszakadt, ezután azt elzárták a forgalom elől. A járda javítását 800 millió forintra becsülték, a javítást viszont forráshiány miatt elhalasztották, ezért a két hídfő között ingyenessé tették a buszforgalmat.